# Experimento de la cometa de Benjamin Franklin

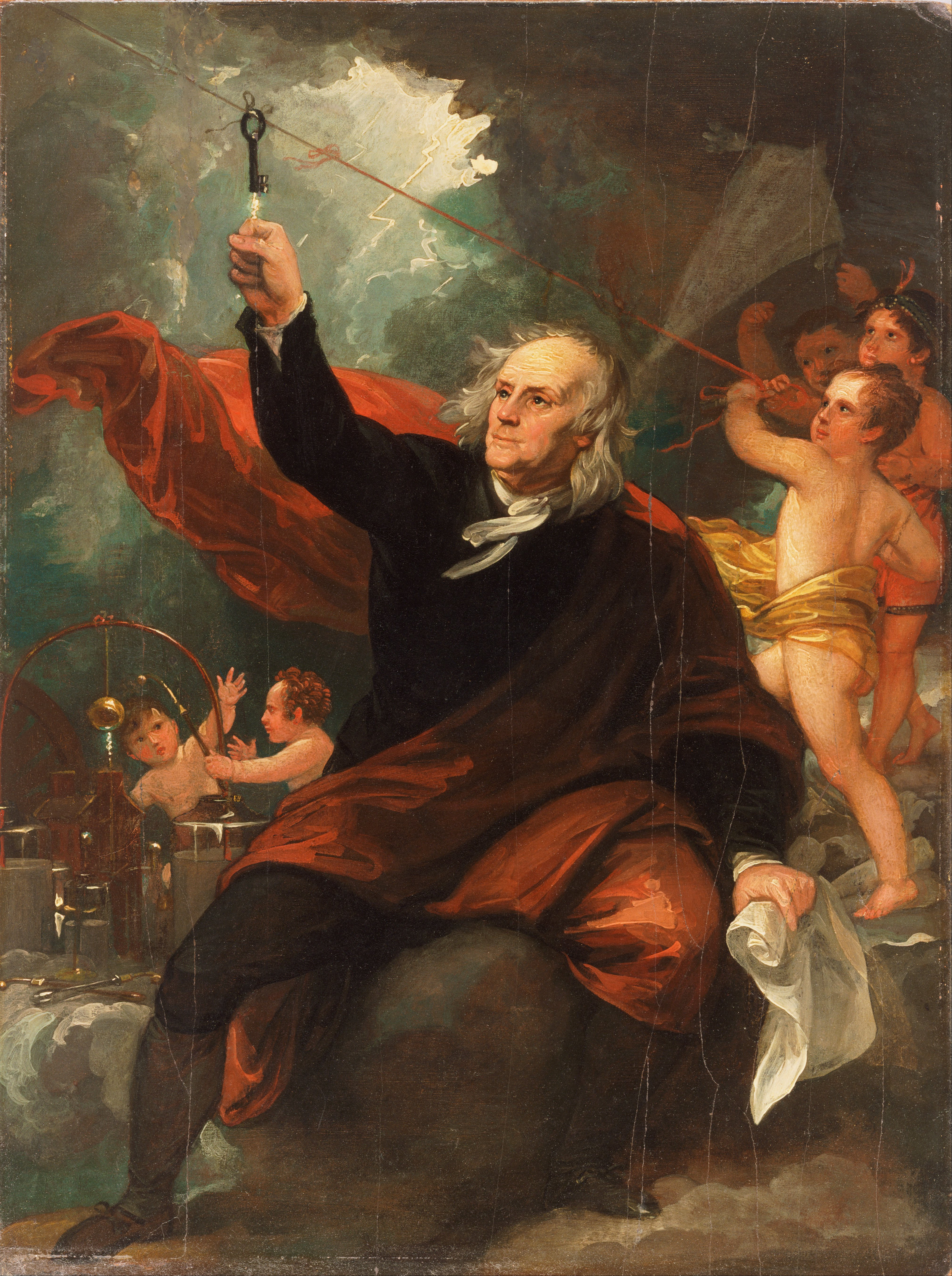
Benjamin Franklin Drawing Electricity from the Sky («Benjamin Franklin extrayendo electricidad del cielo»), una interpretación artística del experimento de la cometa de Franklin pintado por Benjamin West c. 1816.

El experimento de la cometa de Benjamin Franklin es un experimento científico que fue propuesto y puede haber sido realizado por Benjamin Franklin, con la ayuda de su hijo William Franklin, en el que una cometa con un cable conductor puntiagudo unido a su vértice se vuela cerca de las nubes de trueno para recolectar electricidad del aire y conducirla por la cuerda húmeda de la cometa hasta el suelo. El propósito del experimento era descubrir los hechos desconocidos sobre la naturaleza de los rayos y la electricidad, y con más experimentos en el suelo, demostrar que los rayos y la electricidad eran el resultado del mismo fenómeno.

## Antecedentes
Las especulaciones de Jean-Antoine Nollet habían llevado a que la cuestión de la naturaleza eléctrica de los rayos se planteara como objeto de discusión pública en Francia, y en una cuestión de premio en Burdeos en 1749. En 1750, una disertación de Denis Barberet propuso una causa acorde con el efecto triboeléctrico. El mismo año, Franklin revirtió su escepticismo anterior sobre la atracción de los rayos eléctricos hacia los puntos altos. El físico Jacques de Romas también escribió una memoria con ideas similares ese año, y luego las defendió como independientes de las de Franklin.

## Experimentos con pararrayos
En 1752, Franklin propuso un experimento con varillas conductoras para atraer rayos a una botella de Leyden, una de las primeras formas de condensador. Tal experimento fue llevado a cabo en mayo de 1752 en Marly-la-Ville en el norte de Francia por Thomas-François Dalibard. Un intento de replicar el experimento mató a Georg Wilhelm Richmann junto a su madre y dos perros que estaban en su compañía en el momento del suceso, en San Petersburgo en agosto de 1753; se pensó que fue víctima de un rayo globular. Se dice que el propio Franklin llevó a cabo el experimento en junio de 1752, supuestamente en la cima de la aguja de la Iglesia de Cristo en Filadelfia. Sin embargo, la aguja en la Iglesia de Cristo no se agregó hasta 1754.

## Experimento de la cometa de Franklin
El experimento de la cometa de Franklin se realizó en Filadelfia en junio de 1752, según el relato de Joseph Priestley. Franklin describió el experimento en The Pennsylvania Gazette el 19 de octubre de 1752, sin mencionar que él mismo lo había realizado. Este relato se leyó a la Royal Society el 21 de diciembre y se imprimió como tal en Philosophical Transactions. Priestley dio un relato más completo del experimento de Franklin en 1767, quien presumiblemente aprendió los detalles directamente de Franklin, que estaba en Londres cuando Priestley escribió el libro.

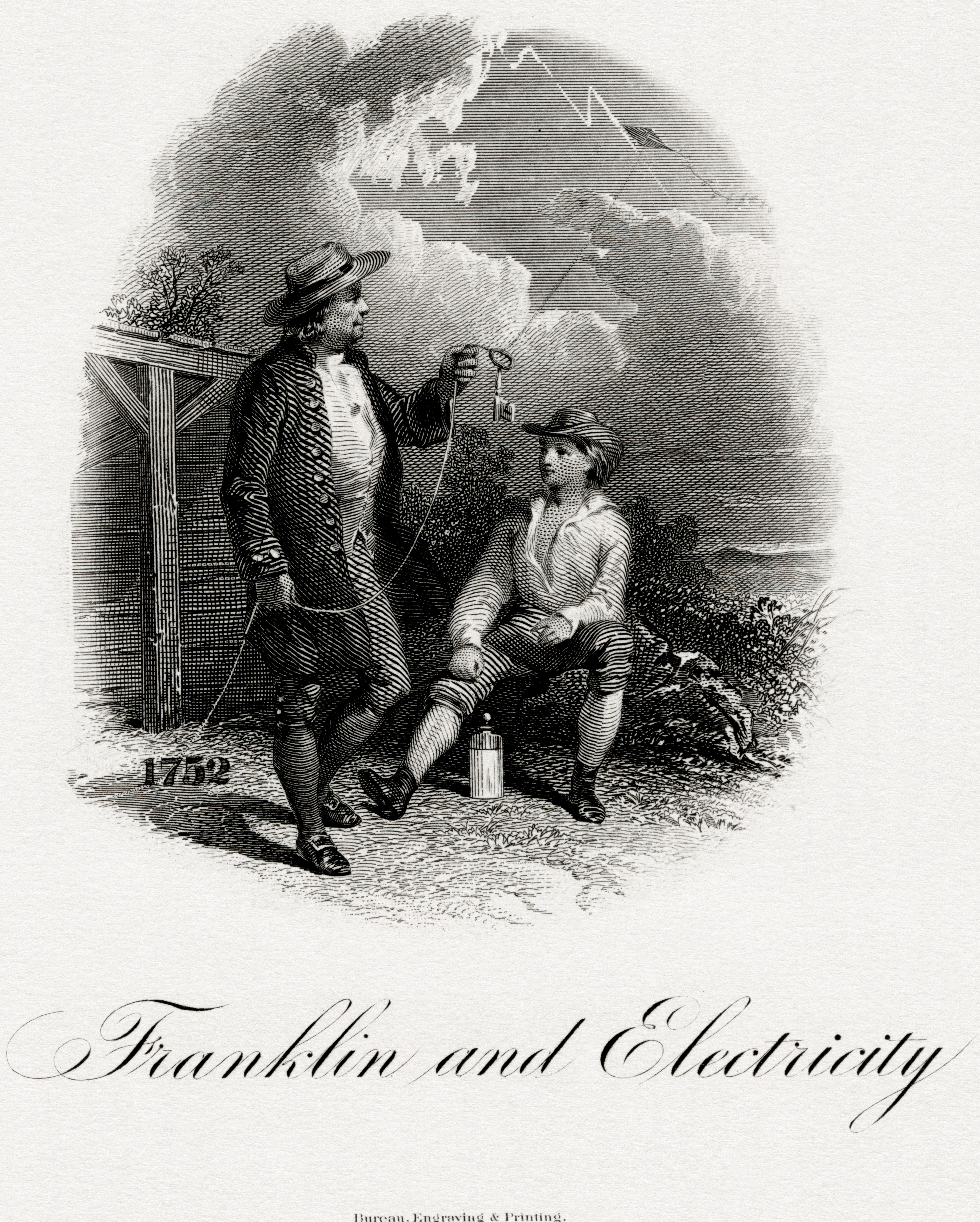
La Oficina de Grabado e Impresión de Estados Unidos grabó la viñeta Franklin and Electricity (c. 1860) que se utilizó en el billete del Banco Nacional de $ 10 desde la década de 1860 hasta la de 1890.

Según el relato de Priestley de 1767, Franklin se dio cuenta de los peligros de usar varillas conductoras y, en su lugar, utilizó la conductividad de una cuerda de cáñamo húmeda unida a una cometa. Esto le permitió permanecer en el suelo mientras su hijo lo ayudaba a volar la cometa desde el refugio de un cobertizo cercano. Esto permitió a Franklin y a su hijo mantener seca la cuerda de seda de la cometa para aislarlos mientras que la cuerda de cáñamo de la cometa se mojaba bajo la lluvia para proporcionar conductividad. Una llave de la casa perteneciente a Benjamin Loxley estaba unida a la cuerda de cáñamo y conectada a una Botella de Leyden; un hilo de seda se adjuntó a esto. "«En esta llave cargó viales, y del fuego eléctrico así obtenido, encendió los espíritus y realizó todos los demás experimentos eléctricos que generalmente se exhiben en un globo o tubo excitado»". La cometa no fue alcanzada por un rayo visible; si lo hubiera sido, es casi seguro que Franklin hubiera muerto. Sin embargo, Franklin notó que los hilos sueltos de la cuerda de la cometa se repelían entre sí y dedujo que la botella de Leyden estaba siendo cargada. Movió su mano cerca de la llave y observó una chispa eléctrica, probando la naturaleza eléctrica de los rayos.

## Relato deThe Pennsylvania Gazette
El experimento de la cometa se describió en The Pennsylvania Gazette el 19 de octubre de 1752 de la siguiente manera:

Franklin's Statement
Philadelphia, October 19, 1752
As frequent Mention is made in the News Papers from Europe, of the Success of the Philadelphia Experiment for drawing the Electric Fire from Clouds by Means of pointed Rods of Iron erected on high Buildings, &c. it may be agreeable to the Curious to be informed, that the same Experiment has succeeded in Philadelphia, tho' made in a different and more easy Manner, which any one may try, as follows.
ake a small Cross of two light Strips of Cedar, the Arms so long as to reach to the four Corners of a large thin Silk Handkerchief when extended; tie the Corners of the Handkerchief to the Extremities of the Cross, so you have the Body of a Kite; which being properly accommodated with a Tail, Loop and String, will rise in the Air, like those made of Paper; but this being of Silk is fitter to bear the Wet and Wind of a Thunder Gust without tearing. To the Top of the upright Stick of the Cross is to be fixed a very sharp pointed Wire, rising a Foot or more above the Wood. To the End of the Twine, next the Hand, is to be tied a silk Ribbon, and where the Twine and the silk join, a Key may be fastened. This Kite is to be raised when a Thunder Gust appears to be coming on, and the Person who holds the String must stand within a Door, or Window, or under some Cover, so that the Silk Ribbon may not be wet; and Care must be taken that the Twine does not touch the Frame of the Door or Window. As soon as any of the Thunder Clouds come over the Kite, the pointed Wire will draw the Electric Fire from them, and the Kite, with all the Twine, will be electrified, and the loose Filaments of the Twine will stand out every Way, and be attracted by an approaching Finger. And when the Rain has wet the Kite and Twine, so that it can conduct the Electric Fire freely, you will find it stream out plentifully from the Key on the Approach of your Knuckle. At this Key the Phial may be charged; and from Electric Fire thus obtained, Spirits may be kindled, and all the other Electric Experiments be perform'd, which are usually done by the Help of a rubbed Glass Globe or Tube; and thereby the Sameness of the Electric Matter with that of Lightning completely demonstrated.
Declaración de Franklin

Filadelfia, 19 de octubre de 1752
Como se hace mención frecuente en los periódicos de Europa, del éxito del experimento de Filadelfia para extraer el fuego eléctrico de las nubes por medio de varillas de hierro puntiagudas erigidas en edificios altos, etc., a los curiosos le agradará saber que el mismo experimento ha tenido éxito en Filadelfia, aunque se hizo de una manera diferente y más fácil, que cualquiera puede intentar, como sigue.

Haga una pequeña cruz de dos tiras ligeras de cedro, los brazos tan largos como para llegar a las cuatro esquinas de un pañuelo de seda grande y delgado cuando se extienden; ate las esquinas del pañuelo a las extremidades de la cruz, para que tenga el cuerpo de una cometa; las cuales, debidamente acomodadas con cola, bucle y cuerda, se elevarán en el aire, como las de papel; pero este ser de seda es más apto para soportar la humedad y el viento de una ráfaga de trueno sin desgarrarse. En la parte superior de la vara de la cruz vertical debe fijarse un alambre puntiagudo muy afilado, que se eleve un pie o más por encima de la madera. Al final del cordel, al lado de la mano, se debe atar una cinta de seda, y donde el cordel y la seda se unen, se puede sujetar una llave. Esta cometa debe levantarse cuando parece que se avecina una ráfaga de trueno, y la persona que sostiene la cuerda debe pararse dentro de una puerta o ventana, o debajo de alguna cubierta, para que la cinta de seda no se moje; y se debe tener cuidado de que el hilo no toque el marco de la puerta o ventana. Tan pronto como cualquiera de las nubes de trueno caiga sobre la cometa, el alambre puntiagudo extraerá el fuego eléctrico de ellas, y la cometa, con todo el cordel, se electrificará, y los filamentos sueltos del cordel se destacarán en todos los sentidos y serán atraídos por un dedo que se acerca. Y cuando la lluvia haya mojado la cometa y el cordel, de modo que pueda conducir el fuego eléctrico libremente, encontrará que fluye abundantemente desde la llave en el enfoque de su nudillo. En esta llave se puede cargar la ampolla; y del fuego eléctrico así obtenido, se pueden encender los espíritus, y se pueden realizar todos los demás experimentos eléctricos, que generalmente se hacen con la ayuda de un tubo o globo de vidrio frotado; y por lo tanto la similitud de la materia eléctrica con la del rayo completamente demostrada.